# The Fader
Fader (cách điệu là FADER) là một tạp chí có trụ sở tại thành phố New York được ra mắt vào năm 1999 bởi Rob Stone và Jon Cohen. Tạp chí bao gồm các chuyên mục về âm nhạc, phong cách và văn hóa. Đó là ấn phẩm in đầu tiên được phát hành trên iTunes. Nó thuộc sở hữu của nhóm Fader Media, bao gồm trang web của nó, thefader.com, Fader Label và Fader TV.

## Fader Fort
Fader Fort là một sự kiện chỉ dành cho khách mời hàng năm tại Austin Texas's South by Southwest (SXSW) được thành lập năm 2001. Bữa tiệc bốn ngày có các buổi biểu diễn trực tiếp. Fader Fort NYC là một bữa tiệc được sản xuất trong cuộc thi CMJ Music Marathon hàng năm.